# 전라남도의 폐교 목록
다음은 전라남도의 폐교 목록이다. 
자료는 전라남도교육청 홈페이지의 폐교재산현황안내을 기초로 작성하였다.
| 폐교명                      | 구분     | 폐교일자   | 소재지                           |
| --------------------------- | -------- | ---------- | -------------------------------- |
| 강진서초등학교              | 초등학교 | 2009.03.01 | 강진군 강진읍 학명리 320         |
| 강진서국민학교 영파분교     | 초등학교 | 1991.03.01 | 강진군 강진읍 영파리 565번지     |
| 겸면초등학교                | 초등학교 | 2004.03.01 | 곡성군 겸면 남양리 90            |
| 겸면초등학교 마산분교       | 초등학교 | 2004.03.01 | 곡성군 겸면 마전리 566           |
| 겸백국민학교 은덕분교       | 초등학교 | 1994.03.01 | 보성군 겸백면 은덕리 19          |
| 경호초등학교 소경분교       | 초등학교 | 2013.03.01 | 여수시 경호동 783-3              |
| 고서초등학교 주산분교       | 초등학교 | 1999.09.01 | 담양군 고서면 주산리 516번지     |
| 공산고등학교                | 고등학교 | 2013.03.01 | 나주시 공산면 금곡리 819-4       |
| 과역동초등학교              | 초등학교 | 2007.03.01 | 고흥군 과역면 연등리 371-2       |
| 과역동초등학교 백일분교     | 초등학교 | 2007.03.01 | 고흥군 과역면 백일리 산908       |
| 과역북국민학교              | 초등학교 | 1995.03.01 | 고흥군 과역면 도천리             |
| 과역서초등학교              | 초등학교 | 1997.03.01 | 고흥군 과역면 노일리 319         |
| 관산초등학교 영성분교       | 초등학교 | 2008.03.01 | 장흥군 관산읍 죽청리 420-1       |
| 광양옥룡중학교              | 중학교   | 2009.03.01 | 광양시 옥룡면 용곡리 672         |
| 광양태금중학교              | 중학교   | 2011.03.01 | 광양시 태인동 303                |
| 구례중앙국민학교 계산분교   | 초등학교 | 1994.03.01 | 구례군 구례읍 계산리 473-1번지   |
| 구례중앙초등학교 신월분교   | 초등학교 | 2000.03.01 | 구례군 구례읍 신월리 139-4       |
| 군곡초등학교                | 초등학교 | 2011.03.01 | 해남군 송지면 군곡리 435         |
| 군서북초등학교              | 초등학교 | 1999.09.01 | 영암군 군서면 해창리 494-2번지   |
| 금당국민학교 가학분교       | 초등학교 | 1995.03.01 | 완도군 금당면 가학리 291         |
| 금당초등학교 비견분교       | 초등학교 | 2009.03.01 | 완도군 금당면 차우리 1555        |
| 금당초등학교 차우분교       | 초등학교 | 1999.03.01 | 완도군 금당면 차우리 775         |
| 금산남초등학교              | 초등학교 | 2009.03.01 | 고흥군 금산면 오천리 486         |
| 금산제일초등학교            | 초등학교 | 2009.03.01 | 고흥군 금산면 어전리 1240        |
| 금성초등학교                | 초등학교 | 1999.09.01 | 여수시 돌산읍 금성리 475         |
| 금정초등학교 청룡분교       | 초등학교 | 1999.09.01 | 영암군 금정면 청용리 899번지     |
| 금정국민학교 한대분교       | 초등학교 | 1992.03.01 | 영암군 영암읍 한대리 2번지       |
| 금천동초등학교              | 초등학교 | 1999.03.01 | 나주시 금천면 석전리 377         |
| 나로고등학교                | 고등학교 | 2014.03.01 | 고흥군 봉래면 신금리 838         |
| 나주초등학교 이화분교       | 초등학교 | 2008.03.01 | 나주시 토계동 318                |
| 낙안초등학교 창녕분교       | 초등학교 | 2014.03.01 | 순천시 낙안면 창녕리 592-1       |
| 남면초등학교 인암분교       | 초등학교 | 2011.03.01 | 담양군 남면 인암리 238번지       |
| 남성초등학교                | 초등학교 | 1999.09.01 | 고흥군 포두면 남성리 461         |
| 남양초등학교 장담분교       | 초등학교 | 1998.09.01 | 고흥군 남양면 장담리 1476        |
| 남평동초등학교              | 초등학교 | 1999.03.01 | 나주시 남평읍 우산리 984         |
| 남평초등학교 광촌분교       | 초등학교 | 2007.03.01 | 나주시 남평읍 광촌리 507         |
| 남평국민학교 남석분교       | 초등학교 | 1994.03.01 | 나주시 남평읍 남석리 408-7       |
| 남학국민학교                | 초등학교 | 1992.03.01 | 고흥군 점암면 천학리 317-1       |
| 노동국민학교 광곡분교       | 초등학교 | 1991.03.01 | 보성군 노동면 광곡리 254         |
| 노동국민학교 금호분교       | 초등학교 | 1994.03.01 | 보성군 노동면 금호리 601         |
| 노동초등학교 학동분교       | 초등학교 | 1999.03.01 | 보성군 노동면 학동리 501         |
| 노화동초등학교              | 초등학교 | 2009.03.01 | 완도군 노화읍 구석리 925         |
| 녹동초등학교 득량분교       | 초등학교 | 1999.09.01 | 고흥군 도양읍 득량리 367         |
| 다도국민학교 덕림분교       | 초등학교 | 1991.03.01 | 나주시 다도면 덕림리 536         |
| 다도초등학교 풍산분교       | 초등학교 | 1999.09.01 | 나주시 다도면 풍산리 659         |
| 다시국민학교 국동분교       | 초등학교 | 1995.03.01 | 나주시 문평면 국동리 678         |
| 대동향교초등학교 대신분교   | 초등학교 | 2008.03.01 | 함평군 대동면 금산리 422-7       |
| 대서서초등학교              | 초등학교 | 2007.03.01 | 고흥군 대서면 남정리 550         |
| 대서초등학교 안남분교       | 초등학교 | 2008.03.01 | 고흥군 대서면 안남리 625         |
| 도곡초등학교 죽청분교       | 초등학교 | 1997.03.01 | 화순군 도곡면 죽청리 258         |
| 도덕국민학교 오마분교       | 초등학교 | 1995.03.01 | 고흥군 도덕면 오마리 245-1       |
| 도초초등학교 서리분교       | 초등학교 | 2010.03.01 | 신안군 도초면 우이도리 1395      |
| 도포초등학교 도신분교       | 초등학교 | 2008.03.01 | 영암군 도포면 영호리 194번지     |
| 도포초등학교 수산분교       | 초등학교 | 2008.03.01 | 영암군 도포면 수산리 282-4번지   |
| 도화남국민학교              | 초등학교 | 1995.03.01 | 고흥군 도화면 구암리 675         |
| 도화국민학교 도화동분교     | 초등학교 | 1995.03.01 | 고흥군 도화면 봉산리 824         |
| 도화초등학교 죽도분교       | 초등학교 | 2000.03.01 | 고흥군 도화면 지죽리 186         |
| 도화초등학교 하도분교       | 초등학교 | 1996.03.01 | 고흥군 도화면 사덕리 1189        |
| 돌산중앙초등학교            | 초등학교 | 2007.03.01 | 여수시 돌산읍 둔전리 1074        |
| 돌산초등학교 대신분교       | 초등학교 | 2005.03.01 | 여수시 돌산읍 신복리 730         |
| 동강초등학교 곡강분교       | 초등학교 | 2011.03.01 | 나주시 동강면 양지리 437         |
| 동면초등학교 경복분교       | 초등학교 | 2001.03.01 | 화순군 동면 복암리 166           |
| 동면국민학교 옥호분교       | 초등학교 | 1995.03.01 | 화순군 동면 옥호리 338           |
| 동복초등학교 가수분교       | 초등학교 | 1999.03.01 | 화순군 동복면 가수리 861         |
| 동산국민학교 판교분교       | 초등학교 | 1994.03.01 | 순천시 서면 판교리 303번지       |
| 두원북초등학교              | 초등학교 | 1999.09.01 | 고흥군 두원면 용당리 233         |
| 두원중학교                  | 중학교   | 2002.03.01 | 고흥군 두원면 대금리 242         |
| 득량서초등학교              | 초등학교 | 1997.03.01 | 보성군 득량면 마천리 743-1       |
| 만덕국민학교 용산분교       | 초등학교 | 1995.03.01 | 담양군 대덕면 갈전리 687번지     |
| 망주초등학교                | 초등학교 | 2012.03.01 | 고흥군 남양면 망주리 1451        |
| 몽탄남초등학교              | 초등학교 | 2009.03.01 | 무안군 몽탄면 청용리 401         |
| 몽탄북초등학교              | 초등학교 | 2009.03.01 | 무안군 몽탄면 사창리 720         |
| 무안북초등학교              | 초등학교 | 1999.03.01 | 무안군 무안읍 고절리 759         |
| 문내초등학교                | 초등학교 | 2014.03.01 | 해남군 문내면 고당리 179         |
| 문내동초등학교              | 초등학교 | 2014.03.01 | 해남군 문내면 석교리 1528-2      |
| 미암서초등학교              | 초등학교 | 2009.03.01 | 영암군 미암면 호포리 83번지      |
| 반안초등학교                | 초등학교 | 1996.03.01 | 영광군 군남면 반안리 231         |
| 백수동국민학교 한선분교     | 초등학교 | 1995.09.01 | 영광군 백수읍 구수리 61          |
| 백수서초등학교 홍곡분교     | 초등학교 | 1999.09.01 | 영광군 백수읍 홍곡리 530         |
| 백초초등학교 우두분교       | 초등학교 | 2013.03.01 | 여수시 돌산읍 우두리 170         |
| 벌교초등학교 제석분교       | 초등학교 | 2015.03.01 | 보성군 벌교읍 장양리 793         |
| 벌교초등학교 해도분교       | 초등학교 | 2006.03.01 | 보성군 벌교읍 장도리 산1-64      |
| 법성중학교 안마분교         | 중학교   | 2011.03.01 | 영광군 낙월면 월촌리 산313-3     |
| 법성포초등학교 진량분교     | 초등학교 | 2013.03.01 | 영광군 법성면 신장리 868         |
| 별량남초등학교              | 초등학교 | 2000.03.01 | 순천시 별량면 대곡리 742-1번지   |
| 별량초등학교 마산분교       | 초등학교 | 2009.03.01 | 순천시 별량면 마산리 249-1번지   |
| 보성중학교 겸백분교         | 중학교   | 2007.03.01 | 보성군 겸백면 석호리 542-1       |
| 보성중학교 웅치분교         | 중학교   | 2004.03.01 | 보성군 웅치면 강산리 339         |
| 봉래초등학교 봉래남분교     | 초등학교 | 2012.03.01 | 고흥군 봉래면 신금리 1041        |
| 봉산초등학교 양지분교       | 초등학교 | 2013.03.01 | 담양군 봉산면 양지리 135-1번지   |
| 봉황초등학교 옥산분교       | 초등학교 | 1996.03.01 | 나주시 봉황면 유곡리 980-3       |
| 봉황초등학교 창용분교       | 초등학교 | 1996.03.01 | 나주시 봉황면 운곡리 550-1       |
| 북일초등학교 산동분교       | 초등학교 | 2008.03.01 | 해남군 북일면 내동리 645         |
| 북평상업고등학교            | 고등학교 | 2013.03.01 | 해남군 북평면 남창리 688         |
| 북평국민학교 이진분교       | 초등학교 | 1993.03.01 | 해남군 북평면 이진리 647-2       |
| 분향국민학교 송강분교       | 초등학교 | 1995.09.01 | 장성군 남면 삼태리 510-7         |
| 비금초등학교 비금서분교     | 초등학교 | 2009.03.01 | 신안군 비금면 죽림리 832         |
| 산포초등학교 덕례분교       | 초등학교 | 2013.03.02 | 나주시 산포면 덕례리 296         |
| 산포초등학교 신도분교       | 초등학교 | 1999.03.01 | 나주시 산포면 신도리 133-3       |
| 삼서남초등학교              | 초등학교 | 1999.09.01 | 장성군 삼서면 석마리 661-4       |
| 상사초등학교 쌍지분교       | 초등학교 | 2010.03.01 | 순천시 상사면 쌍지리 250번지     |
| 서호북초등학교              | 초등학교 | 1999.09.01 | 영암군 서호면 성재리 1058번지    |
| 석곡초등학교 기룡분교       | 초등학교 | 1996.03.01 | 곡성군 목사동면 대곡리 1041      |
| 석곡초등학교 명강분교       | 초등학교 | 1999.03.01 | 곡성군 석곡면 방송리 538         |
| 석곡국민학교 염곡분교       | 초등학교 | 1995.03.01 | 곡성군 석곡면 염곡리 1033        |
| 석곡국민학교 욕천분교       | 초등학교 | 1993.03.01 | 곡성군 죽곡면 삼태리 444         |
| 석교초등학교 용등분교       | 초등학교 | 2009.03.01 | 진도군 임회면 백동리 633         |
| 석교초등학교 죽림분교       | 초등학교 | 2012.03.01 | 진도군 임회면 죽림리 779         |
| 성남초등학교                | 초등학교 | 2002.03.01 | 함평군 함평읍 성남리 215         |
| 세지북초등학교              | 초등학교 | 2010.03.01 | 나주시 세지면 내정리 6-3         |
| 소라중앙초등학교            | 초등학교 | 1992.03.01 | 여수시 소라면 봉두리 662         |
| 소안고등학교                | 고등학교 | 2013.03.01 | 완도군 소안면 비자리 1247        |
| 소안초등학교 진산분교       | 초등학교 | 2008.03.01 | 완도군 소안면 진산리 847         |
| 소안초등학교 횡간분교       | 초등학교 | 2008.03.01 | 완도군 소안면 횡간리 151         |
| 손불초등학교 용암분교       | 초등학교 | 2005.03.01 | 함평군 손불면 죽암리 709         |
| 송흥초등학교                | 초등학교 | 2013.03.01 | 영광군 염산면 옥실리 158         |
| 순천남초등학교 삼거분교     | 초등학교 | 1999.09.01 | 순천시 삼거동 125-1번지          |
| 승주초등학교 구강분교       | 초등학교 | 2007.03.01 | 순천시 승주읍 구강리 871번지     |
| 시종초등학교 신학분교       | 초등학교 | 2011.03.01 | 영암군 시종면 신학리 709번지     |
| 시종초등학교 종남분교       | 초등학교 | 2013.03.01 | 영암군 시종면 금지리 1078번지    |
| 신북초등학교 신북서분교     | 초등학교 | 2011.03.01 | 영암군 신북면 학동리 468번지     |
| 신의초등학교 기도분교       | 초등학교 | 2012.03.01 | 신안군 신의면 상태서리 817       |
| 신의초등학교 상태분교       | 초등학교 | 2004.03.01 | 신안군 신의면 상태서리 268       |
| 신의초등학교 신의남분교     | 초등학교 | 2008.03.01 | 신안군 신의면 하태동리 438-4     |
| 쌍룡초등학교 효지분교       | 초등학교 | 1994.03.01 | 신안군 압해읍 복룡리 1775        |
| 아산국민학교 노치분교       | 초등학교 | 1994.03.01 | 화순군 북면 노치리 272           |
| 아산초등학교 다곡분교       | 초등학교 | 1996.03.01 | 화순군 북면 다곡리 298-1         |
| 아산초등학교 서유분교       | 초등학교 | 2007.03.01 | 화순군 북면 서유리 526           |
| 아산초등학교 송방분교       | 초등학교 | 1996.03.01 | 화순군 북면 방리 385             |
| 아산국민학교 임곡분교       | 초등학교 | 1994.03.01 | 화순군 북면 임곡리 499           |
| 안일초등학교 여산분교       | 초등학교 | 2012.03.01 | 여수시 화정면 낭도리 1054        |
| 안창초등학교                | 초등학교 | 2009.03.01 | 신안군 안좌면 대리 756           |
| 안창국민학교 부소분교       | 초등학교 | 1994.09.01 | 신안군 안좌면 존포리 380         |
| 암태동초등학교              | 초등학교 | 1999.09.01 | 신안군 암태면 신석리             |
| 암태동국민학교 초란분교     | 초등학교 | 1995.03.01 | 신안군 암태면 신석리 13-34       |
| 압해동초등학교 가란분교     | 초등학교 | 2008.09.01 | 신안군 압해읍 가란리 97          |
| 압해초등학교 매화분교       | 초등학교 | 2010.10.05 | 신안군 압해읍 매화리 642         |
| 압해초등학교 쌍룡분교       | 초등학교 | 2010.03.01 | 신안군 압해읍 복룡리 420         |
| 압해초등학교 압해북분교     | 초등학교 | 1992.03.01 | 신안군 압해읍 가룡리 428         |
| 양정초등학교                | 초등학교 | 2005.09.01 | 무안군 현경면 용정리 362         |
| 여남초등학교 유포분교       | 초등학교 | 2000.03.01 | 여수시 남면 유송리 214           |
| 여남초등학교 장지분교       | 초등학교 | 1999.03.01 | 여수시 남면 심장리 37            |
| 여산초등학교 둔병분교       | 초등학교 | 1998.03.01 | 여수시 화정면 조발리 333-2       |
| 여산초등학교 적금분교       | 초등학교 | 2001.03.01 | 여수시 화정면 적금리 329         |
| 연도초등학교 역포분교       | 초등학교 | 2009.03.01 | 여수시 남면 연도리 881           |
| 염산동국민학교              | 초등학교 | 1995.03.01 | 영광군 염산면 상계리 715         |
| 염산초등학교 신성분교       | 초등학교 | 2008.03.01 | 영광군 염산면 신성리 255         |
| 염산초등학교 야월분교       | 초등학교 | 2013.03.01 | 영광군 염산면 야월리 300         |
| 영광서초등학교              | 초등학교 | 2011.03.01 | 영광군 영광읍 계송리 667         |
| 영광서초등학교 월산분교     | 초등학교 | 1996.09.01 | 영광군 법성면 월산리 293         |
| 영등초등학교                | 초등학교 | 2004.03.01 | 보성군 벌교읍 영등리 726         |
| 영암동초등학교              | 초등학교 | 1992.03.01 | 영암군 영암읍 대신리 5번지       |
| 영창초등학교                | 초등학교 | 2009.09.01 | 함평군 학교면 사거리 172         |
| 오곡초등학교                | 초등학교 | 2004.03.01 | 곡성군 오곡면 오지리 1051        |
| 오곡국민학교 명성분교       | 초등학교 | 1992.03.01 | 곡성군 오곡면 구정리 221         |
| 오송초등학교                | 초등학교 | 1996.03.01 | 진도군 지산면 오류리 616-4       |
| 우수영초등학교 중화분교     | 초등학교 | 2014.03.01 | 해남군 문내면 무고리 806         |
| 율촌초등학교 송도분교       | 초등학교 | 2001.03.01 | 여수시 율촌면 여동리 185         |
| 의동초등학교                | 초등학교 | 2014.03.01 | 진도군 의신면 초사리 102         |
| 의신초등학교 명금분교       | 초등학교 | 2013.03.01 | 진도군 의신면 송정리 554         |
| 이양초등학교 금능분교       | 초등학교 | 2013.03.01 | 화순군 이양면 금능리 80-2        |
| 일로여자중학교              | 중학교   | 1999.03.01 | 무안군 일로읍 월암리 350         |
| 일로초등학교 죽산분교       | 초등학교 | 1999.09.01 | 무안군 일로읍 죽산리 22          |
| 일로초등학교 지감분교       | 초등학교 | 1999.09.01 | 무안군 일로읍 감돈리 299         |
| 입면초등학교 동강분교       | 초등학교 | 1996.03.01 | 곡성군 입면 제월리 414           |
| 자산초등학교                | 초등학교 | 2012.03.01 | 여수시 관문동 8-5                |
| 장산초등학교 마진분교       | 초등학교 | 2007.03.01 | 신안군 장산면 마진도군이리 117   |
| 장산초등학교 장산동분교     | 초등학교 | 2008.03.01 | 신안군 장산면 팽진리 921         |
| 장암초등학교                | 초등학교 | 1998.03.01 | 보성군 벌교읍 장암리 578         |
| 조도초등학교 동거차분교     | 초등학교 | 2010.10.05 | 진도군 조도면 동거차도리 30-6    |
| 조도초등학교 맹골분교       | 초등학교 | 2000.03.01 | 진도군 조도면 맹골도리 71        |
| 조도초등학교 성남분교       | 초등학교 | 2007.03.01 | 진도군 조도면 성남도리 34-2      |
| 조도초등학교 소죽도분교     | 초등학교 | 2004.03.01 | 진도군 조도면 서거차도리 142     |
| 조도국민학교 죽도분교       | 초등학교 | 1984.03.01 | 진도군 조도면 맹골도리 111-3     |
| 조성고등학교                | 고등학교 | 2013.03.01 | 보성군 조성면 조성리905          |
| 조성중앙초등학교            | 초등학교 | 1999.03.01 | 보성군 조성면 용전리 165         |
| 주암초등학교 어왕분교       | 초등학교 | 2009.03.01 | 순천시 주암면 어왕리 1번지       |
| 죽곡초등학교 (구)           | 초등학교 | 1999.09.01 | 곡성군 죽곡면 태평리 120         |
| 죽곡국민학교 봉정분교       | 초등학교 | 1992.03.01 | 곡성군 죽곡면 봉정리 264         |
| 증도초등학교 기점분교       | 초등학교 | 2010.03.01 | 신안군 증도면 병풍리 796         |
| 지도북초등학교              | 초등학교 | 1999.09.01 | 신안군 지도읍 봉리 240           |
| 지도초등학교 동천분교       | 초등학교 | 2012.03.01 | 신안군 지도읍 자동리 172         |
| 지산서초등학교              | 초등학교 | 2009.03.01 | 진도군 지산면 가치리 904-3       |
| 진월초등학교 월길분교       | 초등학교 | 2014.03.01 | 광양시 진월면 월길리 714         |
| 천태초등학교 봉하분교       | 초등학교 | 2004.03.01 | 화순군 도암면 봉하리 200         |
| 청계국민학교 구남분교       | 초등학교 | 1995.03.01 | 무안군 청계면 남성리 460-2       |
| 청산초등학교 여서분교       | 초등학교 | 2011.03.01 | 완도군 청산면 여서리 551         |
| 청풍초등학교 신석분교       | 초등학교 | 1996.03.01 | 화순군 청풍면 신석리 457         |
| 초도국민학교 광도분교       | 초등학교 | 1991.03.01 | 여수시 삼산면 손죽리 54          |
| 초도초등학교 진막분교       | 초등학교 | 2009.03.01 | 여수시 삼산면 초도리 산2457      |
| 춘양국민학교 월평분교       | 초등학교 | 1994.03.01 | 화순군 춘양면 월평리 410-3       |
| 칠량초등학교 송로분교       | 초등학교 | 1999.03.01 | 강진군 칠량면 송로리 227번지     |
| 토지초등학교 문수분교       | 초등학교 | 2000.03.01 | 구례군 토지면 문수리 847         |
| 토지국민학교 외곡분교       | 초등학교 | 1992.03.01 | 구례군 토지면 외곡리543          |
| 평호초등학교                | 초등학교 | 1999.09.01 | 곡성군 목사동면 평리 138         |
| 포두북중학교                | 중학교   | 2002.03.01 | 고흥군 포두면 송산리 326         |
| 포두국민학교 포두동분교     | 초등학교 | 1995.03.01 | 고흥군 포두면 차동리 1183        |
| 풍양초등학교 고옥분교       | 초등학교 | 2008.03.01 | 고흥군 풍양면 고옥리 275         |
| 풍양국민학교 매곡분교       | 초등학교 | 1992.03.01 | 고흥군 풍양면 매곡리 638-4       |
| 하의초등학교 장병분교       | 초등학교 | 2012.03.01 | 신안군 하의면 후광리 409         |
| 해남계곡중학교              | 중학교   | 2009.03.01 | 해남군 계곡면 덕정리 66          |
| 해남서국민학교 해남남분교   | 초등학교 | 1995.03.01 | 해남군 해남읍 내사리 598-1       |
| 해동초등학교                | 초등학교 | 2003.03.01 | 완도군 약산면 해동리 402         |
| 해룡초등학교 농주분교       | 초등학교 | 2011.03.01 | 순천시 해룡면 농주리 12번지      |
| 현경남초등학교              | 초등학교 | 1999.09.01 | 무안군 현경면 양학리 581-4       |
| 현산초등학교 신안분교       | 초등학교 | 1999.09.01 | 해남군 현산면 구시리 318-4       |
| 현화초등학교                | 초등학교 | 2007.03.01 | 무안군 현경면 현화리 629         |
| 홍농남초등학교 계마분교     | 초등학교 | 1999.09.01 | 영광군 홍농읍 계마리 884         |
| 홍농초등학교 동명분교       | 초등학교 | 2010.03.01 | 영광군 홍농읍 가곡리 243         |
| 화계초등학교 여주분교       | 초등학교 | 1994.09.01 | 고흥군 점암면 여호리 244         |
| 화순동면중학교 이서분교     | 중학교   | 2008.03.01 | 화순군 이서면 야사리 197         |
| 화순오성초등학교 주도분교   | 초등학교 | 1996.03.01 | 화순군 화순읍 주도리 20          |
| 화순초등학교 수만분교       | 초등학교 | 1997.03.01 | 화순군 화순읍 수만리 75          |
| 화양중학교 낭도분교         | 중학교   | 2013.03.01 | 여수시 화정면 낭도리 573         |
| 화원초등학교 화봉분교       | 초등학교 | 2004.03.01 | 해남군 화원면 화봉리 226         |
| 화원초등학교 화원북분교     | 초등학교 | 2011.03.01 | 해남군 화원면 매월리 245         |
| 화정초등학교 자봉분교       | 초등학교 | 2001.03.01 | 여수시 화정면 월호리 456         |
| 화태국민학교 소두라분교     | 초등학교 | 1992.09.01 | 여수시 남면 두라리 41            |
| 화태초등학교 여동분교       | 초등학교 | 2016.03.01 | 여수시 남면 횡간리 251           |
| 황전북초등학교 용림분교     | 초등학교 | 2011.03.01 | 순천시 황전면 선변리 745번지     |
| 황전초등학교 대치분교       | 초등학교 | 2014.03.01 | 순천시 황전면 대치리 435         |
| 황전초등학교 평죽분교       | 초등학교 | 1992.03.01 | 순천시 황전면 평촌리 산193-1번지 |
| 회천동초등학교              | 초등학교 | 2007.03.01 | 보성군 회천면 서당리 659         |
| 흥양초등학교                | 초등학교 | 1998.03.01 | 고흥군 도화면 신호리 787-1       |
| 웅치초등학교                | 초등학교 | 2017.03.01 | 보성군 웅치면 중산리 50          |
| 진상초등학교 황죽분교장     | 초등학교 | 2017.03.01 | 광양시 진상면 황죽리 250-18      |
| 거문중학교 초도분교장       | 중학교   | 2017.09.01 | 여수시 삼산면 초도리 산456       |
| 약수중학교                  | 중학교   | 2018.03.01 | 장성군 북하면 약수리 428-1       |
| 산이서초등학교 금호분교장   | 초등학교 | 2018.03.01 | 해남군 산이면 금호리 539         |
| 순천승남중학교 외서분교장   | 중학교   | 2018.03.01 | 순천시 외서면 화전리 288         |
| 영광중앙초등학교 월송분교장 | 초등학교 | 2019.03.01 | 영광군 영광읍 덕호리 128         |
| 거문초등학교 덕촌분교장     | 초등학교 | 2019.03.01 | 여수시 삼산면 덕촌리 814-1       |
| 점암초등학교 신안분교장     | 초등학교 | 2019.09.01 | 고흥군 점암면 고흥로 2620-13     |
| 군외초등학교 불목분교장     | 초등학교 | 2020.03.01 | 완도군 군의면 불목리 242-1       |
| 여안초등학교 안도분교장     | 초등학교 | 2020.11.01 | 여수시 남면 안도리 999-3         |
| 안좌중학교 팔금분교장       | 초등학교 | 2021.03.01 | 신안군 팔금면 장촌리 294         |
| 율촌초등학교 산수분교장     | 초등학교 | 2021.03.01 | 여수시 율촌면 산수리 642         |
| 목포유달초등학교 율도분교장 | 초등학교 | 2021.03.01 | 목포시 율도동 261                |